# Fernand Sabatté

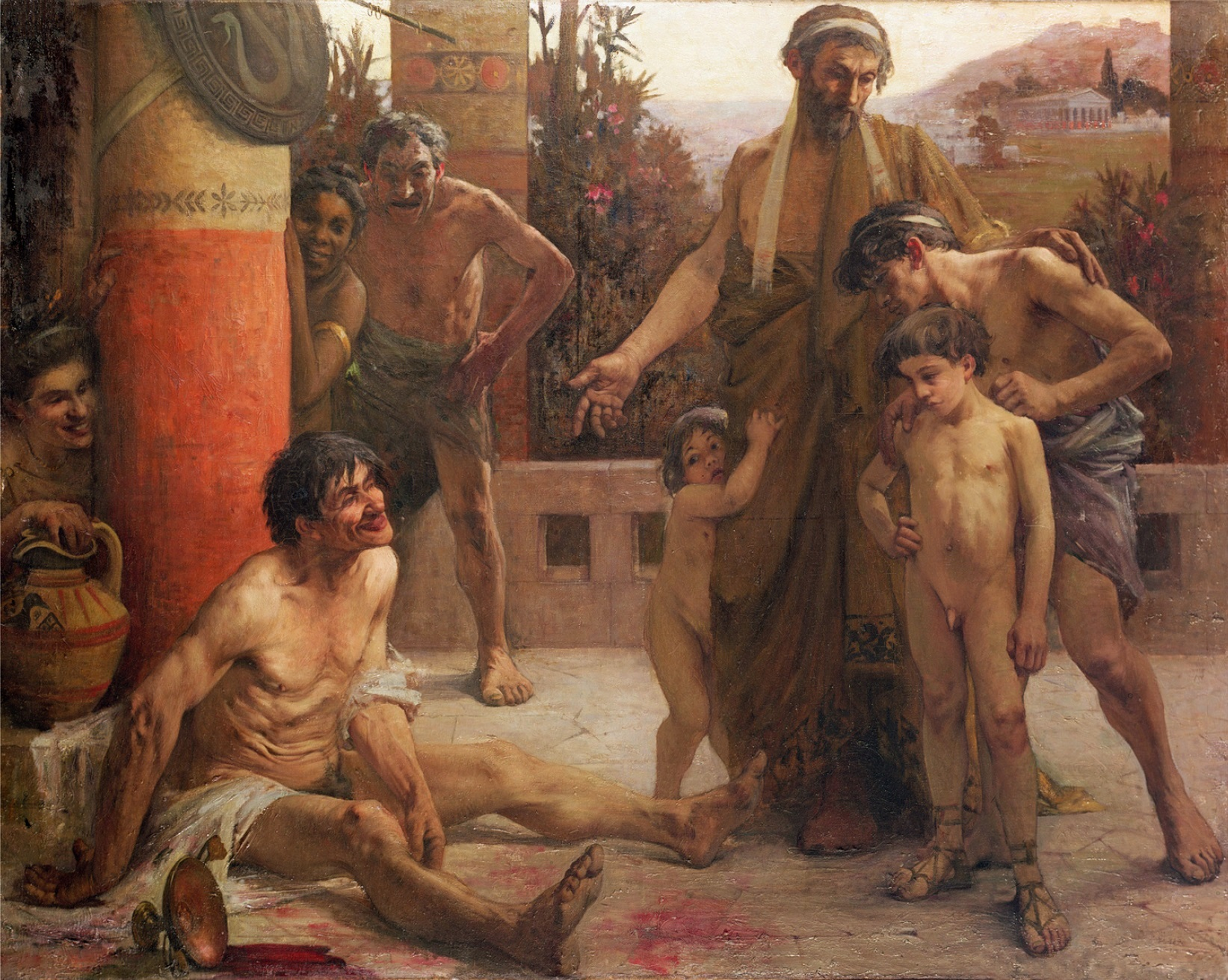
Ein Spartaner zeigt seinen Söhnen einen Säufer

Jérôme Guillaume Fernand Sabatté (* 14. Mai 1874 in Aiguillon; † 22. Oktober 1940 in Chamigny) war ein französischer Historienmaler.

## Leben
Nach der Scheidung Fernand Sabattés Eltern 1880 zog er mit seiner Mutter nach Bordeaux. Nach seinem Studium an der Ecole des Beaux-Arts in Bordeaux bei Émilien Piganeau setzte er das Studium 1893 an der École des beaux-arts de Paris bei Gustave Moreau fort.
Zum ersten Mal stellte er seine Werke 1895 im Salon des Artistes français aus. 1900 gewann er den Grand Prix von Rom für sein Gemälde „Ein Spartaner zeigt seinen Söhnen einen Säufer“ und kam in die Académie de France à Rome. Im Oktober 1912 wurde er zum Ritter der Ehrenlegion ernannt.
Während des Ersten Weltkriegs mobilisiert, erhielt er den Croix de Guerre. 1916 befasste er sich mit der Evakuierung der Museumssammlungen in Nordfrankreich. Er ließ sich in Arras nieder. Ende 1920 wurde er zum Offizier der Ehrenlegion befördert. Sabatté zog im gleichen Jahr nach Paris um.
Er unterrichtete Malerei von 1926 bis 1929 an der École des beaux-arts de Lille, dann von 1932 bis 1940 an der École des Beaux-Arts in Paris. Zu seinen Schülern gehörte u. a. Johan van der Bilt. 1929 gründete er die zweimonatliche Zeitschrift „L’Art“. 1935 wurde er zum Mitglied der Académie des Beaux-Arts gewählt. Am 22. Oktober 1940 starb er bei einem Autounfall.